# Prędkość przeciągnięcia
Prędkość przeciągnięcia – prędkość, poniżej której dochodzi do zaburzeń stateczności i częściowej lub całkowitej utraty sterowności płatowca – najczęściej samolotu lub szybowca w wyniku osiągnięcia krytycznego kąta natarcia. Poniżej tej prędkości dochodzi do przeciągnięcia, a następnie korkociągu.
Prędkość przeciągnięcia zmniejsza wysunięcie klap i otwarcie slotów. Niezamierzone doprowadzenie przez pilota do prędkości przeciągnięcia jest przyczyną wielu wypadków lotniczych. Celowe doprowadzenie jest wykorzystywane w pokazach akrobacji przy prezentowaniu niektórych figur akrobacji.